# Johnstown (Pennsylvania)
Johnstown è una città degli Stati Uniti d'America, la maggiore della contea di Cambria, nello Stato della Pennsylvania.

## Geografia fisica
Si estende su una superficie di 15,7 km² e nel 2007 contava 21 832 abitanti.

## Storia
Venne fondata nel 1770 da immigrati svizzeri tedeschi: ottenne lo status di città nel 1800 con il nome di Schantzstadt. A metà del XIX secolo divenne un porto sul canale che, attraversando gli Appalachi, collegava la Pennsylvania alle Grandi Pianure.
Il 31 maggio 1889 subì una grave inondazione dovuta allo straripamento del fiume Conemaugh: venne riedificata agli inizi del XX secolo. Venne nuovamente inondata nel 1936 e nel 1972.
È sede del campus dell'Università di Pittsburgh.
Nel 1931 vi è nata l'attrice Carroll Baker che vi risiede tuttora.

## Nella cultura di massa
Nel 1983 vi è stato girato il film Il ribelle (All the right moves) di Michael Chapman con Tom Cruise; nella finzione Johnstown diventa Ampipe, cittadina industriale la cui economia dipende soprattutto dall'acciaieria locale.